# Garra rossica
Garra rossica és una espècie de peix cipriniforme de la família dels ciprínids.

## Morfologia
Els mascles poden assolir els 5 cm de longitud total.

## Distribució geogràfica
Es troba a l'Afganistan, el Pakistan i l'est de l'Iran.